# IC 5221
IC 5221 — галактика типу E (еліптична галактика) у сузір'ї Тукан.
Цей об'єкт міститься в оригінальній редакції індексного каталогу.